# Eupithecia basurmanca
Eupithecia basurmanca es una especie de polilla de la familia Geometridae. La especie fue descrita por primera vez por Vladimir G. Mironov y Ulrich Ratzel, habiendo sido descrita en 2012, con distribución en Irán, especialmente descrita en los alrededores de la Provincia de Mazandarán. El holotipo de la especie fue descrita en Cyrenaica, Porto Bardia. 
El nombre de la especie se deriva de Basurmanca (o basurmanka), una antigua palabra rusa popular y literaria, que significa mujer adherente a una fe diferente (o también extraña según la historia rusa).
La envergadura de la polilla es de unos 22 milímetros (0,9 plg). Las alas anteriores son de color marrón ocre. Las alas traseras son más pálidas, de color marrón ocre, oscurecidas hasta el área terminal.